# Manfred Schüler

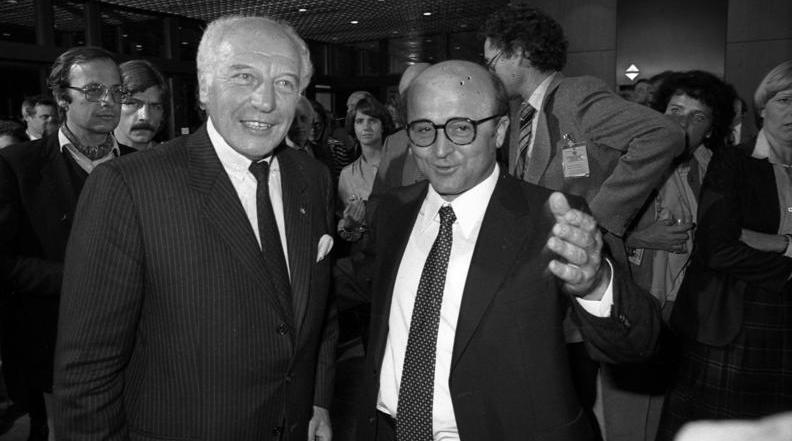
Manfred Schüler (rechts) mit dem früheren Bundespräsidenten Walter Scheel im Jahr 1980

Manfred Schüler (* 7. März 1932 in Jessen, Kreis Sorau, Provinz Brandenburg; † 8. April 2025 in Darmstadt) war ein deutscher Finanz- und Verwaltungsfachmann und Politiker (SPD). Er war von 1974 bis 1981 Chef des Bundeskanzleramtes.

## Lebenslauf
Nach Verwaltungslehre und Wirtschaftsstudium war Schüler an mehreren wissenschaftlichen Instituten und in der Privatwirtschaft tätig. Seit 1958 Mitglied der SPD, war er von 1968 bis 1969 Referent für Fragen der Finanzreform im Arbeitskreis V der SPD-Bundestagsfraktion bei Alex Möller und 1969 Stadtkämmerer von Gelsenkirchen.
Nach dem Regierungswechsel 1969 wurde Schüler als Ministerialdirektor Leiter der Grundsatzabteilung und ab 1972 beamteter Staatssekretär im Bundesministerium der Finanzen, das damals von Helmut Schmidt (SPD) geleitet wurde. Als Schmidt 1974 Bundeskanzler wurde, berief er den fachlich anerkannten Verwaltungsexperten Schüler zum Chef des Bundeskanzleramtes. In dieser Zeit war Schüler maßgeblich an der Umsetzung der Regierungspolitik Schmidts beteiligt und genehmigte unter anderem die verfassungswidrige Abhöroperationen in der Justizvollzugsanstalt Stuttgart zur Kontrolle von Gesprächen zwischen Strafverteidigern und Häftlingen der Rote Armee Fraktion (RAF).
Schüler war außerdem als Kanzleramtschef nach dem Sturz der rechten Diktaturen in Spanien und Portugal mit die Verteilung von circa 40 Millionen DM an Vertreter der CDU/CSU, SPD und FDP zur Weitergabe an die demokratischen Parteien in den beiden Ländern beauftragt. Mit den Zahlungen sollte verhindert werden, dass in den beiden Ländern kommunistische Kräfte die Macht übernahmen. Das Geld in Form von „gebrauchten 20-Dollar-Scheinen“ stammte aus der BND-Zentrale in Pullach, und Schüler übergab immer wieder Geldkoffer an die Vertreter der Parteien. Die ganze Aktion war von Bundeskanzler Schmidt mit den USA abgesprochen.
1981 wechselte Schüler in den Vorstand der Kreditanstalt für Wiederaufbau (KfW). Ab 1999 war Schüler letzter Vorsitzender des Verwaltungsrates der Bundesanstalt für vereinigungsbedingte Sonderaufgaben (BvS) und anschließend von 2000 bis 2003 Aufsichtsratsvorsitzender der TLG.
Am 8. April 2025 starb Manfred Schüler im Alter von 93 Jahren in Darmstadt.

## Ehrungen
- 1978: Großes Verdienstkreuz der Bundesrepublik Deutschland[6]
- 1990: Verdienstorden des Landes Nordrhein-Westfalen[7]
- 2000: Großes Verdienstkreuz mit Stern der Bundesrepublik Deutschland[8]